# Aserrío de Gariché
Aserrío de Gariché es un corregimiento del distrito de Bugaba en la provincia de Chiriquí, República de Panamá. La localidad tiene 11.072 habitantes (2010).
Se ubica en el extremo suroccidental del distrito, limita al norte con el corregimiento de Breñón (distrito de Renacimiento) y el corregimiento de Gómez, al sur con los corregimientos de Progreso y Baco (distrito de Barú) y Nuevo México (distrito de Alanje), al este con los corregimientos de Gómez y Santo Domingo y al oeste con el corregimiento de Progreso.

## Historia

### Época precolonial
Los primeros pobladores de Aserrío de Gariché fueron exploradores y colonizadores indígenas provenientes de América del Norte, existen variadas teorías sobre el origen de su ocupación, las más relevantes son: búsqueda de tierras fértiles y alimentos, exploración y conquista de nuevos territorios, tráfico, comunicación y comercio entre clanes. Muchos historiadores han concluido en que las principales tribus indígenas que pudieron haber poblado esta zona fueron los changuinas, zurias, boquerones, buricas, doraces, bugabas o gualacas (Agrupados bajo el genérico de Guaymíes) y fueron éstos los que le dieron el nombre Gariché al río que le atraviesa. En el Corregimiento es de conocimiento popular que en el área se han descubierto diferentes y diversas piezas arqueológicas, principalmente desde la primera parte del siglo XX (1920-1940) con el acelerado proceso de desarrollo que generó la construcción y operación del Ferrocarril de Chiriquí y su impacto en la geografía del Corregimiento. En algunas comunidades se incluyen entre los descubrimientos, finas y pequeñas piezas de oro, además de petroglifos de diseños aún no descifrados.

### Época colonial
Según el historiador chiricano Alberto Osorio, en 1602 se registran algunos de los primeros encuentros españoles con los indígenas de la zona.

### Época de Unión a Colombia
Hasta 1863, Aserrío de Gariché perteneció al Distrito de Alanje, ya que el 6 de agosto de 1863 formó parte del nuevo Distrito de Bugaba, aprobado por la Asamblea Constituyente del Estado Soberano de Panamá, bajo la Gobernación de Buenaventura Correoso (Un hecho inusual e histórico para un Gobierno Federal). Para 1860 la población y los poblados de la zona comprendida por el Distrito de Bugaba era escasa, compuesta por pequeñas comunidades indígenas, obligadas a servir a los colonizadores extranjeros. Debido a un progresivo mestizaje entre ambas razas (indígenas) y extranjeros (mayoría españoles), el cruce etnocultural fue conformando una nueva sociedad hispano-indígena que poco a poco logró que los grupos indígenas originales desaparecieran del occidente chiricano. 

### Época republicana
A principios del siglo XX (1920-1940), el Corregimiento de Aserrío de Gariché, cuyas tierras en aquellos días eran conocidas como "Campo Alegre", porque la residente Modesta Pacheco le gustaba organizar "alegres fiestas" utilizando una vitrola, con lo cual atraía personas a su fonda, comienza a sentir las caricias del "progreso", ya que por sus tierras pasaría el proyecto denominado El Ferrocarril de Chiriquí, el cual comunicaría Puerto Armuelles, Bugaba y David, los tres puntos poblados más importantes para aquel entonces. El Ferrocarril de Chiriquí nació por la idea del Gobierno de Panamá de crear una línea de ferrocarril panamericano, que comunicara la ciudad de Panamá con la provincia de Chiriquí. Lamentablemente la idea no se llevó a cabo en su totalidad por lo elevado de los costos, pero en su reemplazo, se acordó llevar a cabo el trazado dispuesto para la provincia chiricana. El primer tramo del Ferrocarril de Chiriquí se inauguró el 23 de abril de 1914, con la ruta Ciudad de David - Boquete. Por estos años comenzó la inmigración hacia la zona proyectada, dentro de las cuales figuraba el poblado de "Campo Alegre". A finales de 1930, el Ferrocarril compró miles de hectáreas pertenecientes a Halphen y Cía. ubicadas en la zona mencionada, con el objetivo de explotar los recursos maderables que abundaban en el lugar. La Compañía del Ferrocarril de Chiriquí compró una máquina aserradora para producir los polínes que sostendrían el paso de la vía y la instaló en "Campo Alegre", así como una estación de abordaje y desabordaje y un taller mecánico para atender y ajustar las máquinas adquiridas. A medida que llegaban nuevos habitantes, se crearon más aserraderos y la comunidad empezó a crecer rápidamente, sobre todo acogidos por el progreso que generaban las nuevas plazas de trabajo. A través del Acuerdo n.º 15 del 9 de agosto de 1957 se creó "oficialmente" el Corregimiento de Aserrío de Gariché bajo la administración presidencial de Ernesto de la Guardia Navarro y de la administración alcaldicia de Ovidio Castillo G., quien delegó en Nemesio López Zapata el honor de ser el primer corregidor de Aserrío de Gariché. Con tal designación queda entrelazado el pasado indígena (Gariché) y el presente acogedor (Aserrío) de aquel entonces, con el cual le conocemos hoy.

## Economía
En el Corregimiento de Aserrío de Gariché la producción agropecuaria es la principal actividad económica. La producción agropecuaria se compone principalmente del cultivo de: Maíz, arroz, diversos tipos de frijol, yuca, plátanos, zapallo, ñampí, chayote, culantro, ajíes, tomate, aguacate, naranjas, mangos, mamón chino, palmas aceiteras, palmas de corozo, marañones, nance, papayas, guanábanas y borojó. Así como la avicultura, apicultura, ganado vacuno, bovino, porcino y equino.

## Sitios de interés
- La antigua línea del Ferrocarril de Chiriquí: Aún se conservan algunos equipos y vestigios de la ruta que conectaba a "Campo Alegre" con las comunidades de Progreso y Santa Marta.
- Balneario del Río Gariché: Ubicado justo a un costado del puente que atraviesa el Río Gariché, es un balneario semipúblico, abierto los 365 días del año. Su acceso no está pavimentado, pero permite la incursión de autos pequeños y motocicletas. Existe un local amplio, que brinda sanitarios, restaurante y bar. La costa más popular del río es muy accidentada, llena de piedras de todos los colores y tamaños, su agua es cristalina (verano) y con una corriente moderada-media (verano). Las actividades más comunes en la zona son: Recreación familiar, limpieza de ropa y la pesca.
- La Cueva de Portón: Al noroeste de Altos de Jacú se encuentra La Cueva de Portón, una caverna formada por la erosión del agua en la base de una colina calcárea de aproximadamente 30 metros de altura. Su entrada está cubierta de una densa vegetación tropical secundaria y tiene aproximadamente 5 metros de alto por 4 metros de ancho; presenta una forma abovedada que se cierra abruptamente hacia el interior de la misma, en forma de embudo. Del techo de la caverna se desprenden varias estalactitas (algunas con longitudes de hasta 1 metro de largo por 1 pie de ancho), oquedades de tamaños diversos y festones. A unos 8 metros de la entrada la oscuridad ya es casi total, las paredes laterales varían entre lisas e irregulares y el sustrato del cauce tiende a ser fangoso. Se pueden observar gran cantidad de murciélagos habitando la pared superior de la caverna, así como se puede observar que el lugar es de origen marino, por la variedad de moluscos fosilizados en las rocas calizas. Informes de la Expedición de Chiriquí realizada en el 2001 por el investigador Keith Christenson, miembro de la Sociedad Nacional de Espeleología de los Estados Unidos, dan fe de que La Cueva de Portón fue topografiada hasta los 707 metros de longitud, pero su recorrido se interrumpió por un "lago subterráneo". También se detalla en el informe que la caverna tiene una profundidad promedio de 10 metros y se ha determinado que su origen puede tener al menos 37 millones de años de antigüedad.
- Pozo de Aguas Sulfurosas: A orillas del Río Chiriquí viejo se encuentra un antiguo pozo conocido localmente por sus aguas sulfurosas, claras, untuosas al tacto, de sabor salado y fuerte olor. Se le han proporcionado propiedades curativas especialmente para tratar problemas en el sistema cutáneo y linfático (enfermedades de la piel, catarros, problemas estomacales, asma, reumatismo, parálisis y anquilosis, entre otros). Es correcto mencionar que no se han realizados estudios científicos específicos en tal lugar, para demostrar la veracidad de estas afirmaciones locales.